# Brachydesmus radewi
Brachydesmus radewi är en mångfotingart som beskrevs av Karl Wilhelm Verhoeff 1926. Brachydesmus radewi ingår i släktet Brachydesmus och familjen plattdubbelfotingar. Inga underarter finns listade i Catalogue of Life.